# 新塞利夫卡 (貝雷濟夫卡區)
47°9′33″N 30°49′14″E / 47.15917°N 30.82056°E
新塞利夫卡（烏克蘭語：Новоселівка）是位於烏克蘭西南部的村莊，由敖德萨州贝雷济夫卡区的勞希夫卡市鎮負責管轄。該村始建於1920年，面積2.43平方公里，海拔高度100米，2001年人口1,257，人口密度每平方公里516.43人。